# Hiroi Jin
Jin Hiroi (sinh ngày 3 tháng 4 năm 1975) là một cầu thủ bóng đá người Nhật Bản.

## Sự nghiệp câu lạc bộ
Jin Hiroi đã từng chơi cho Bellmare Hiratsuka.